# Sigrid Wiking-Olsson

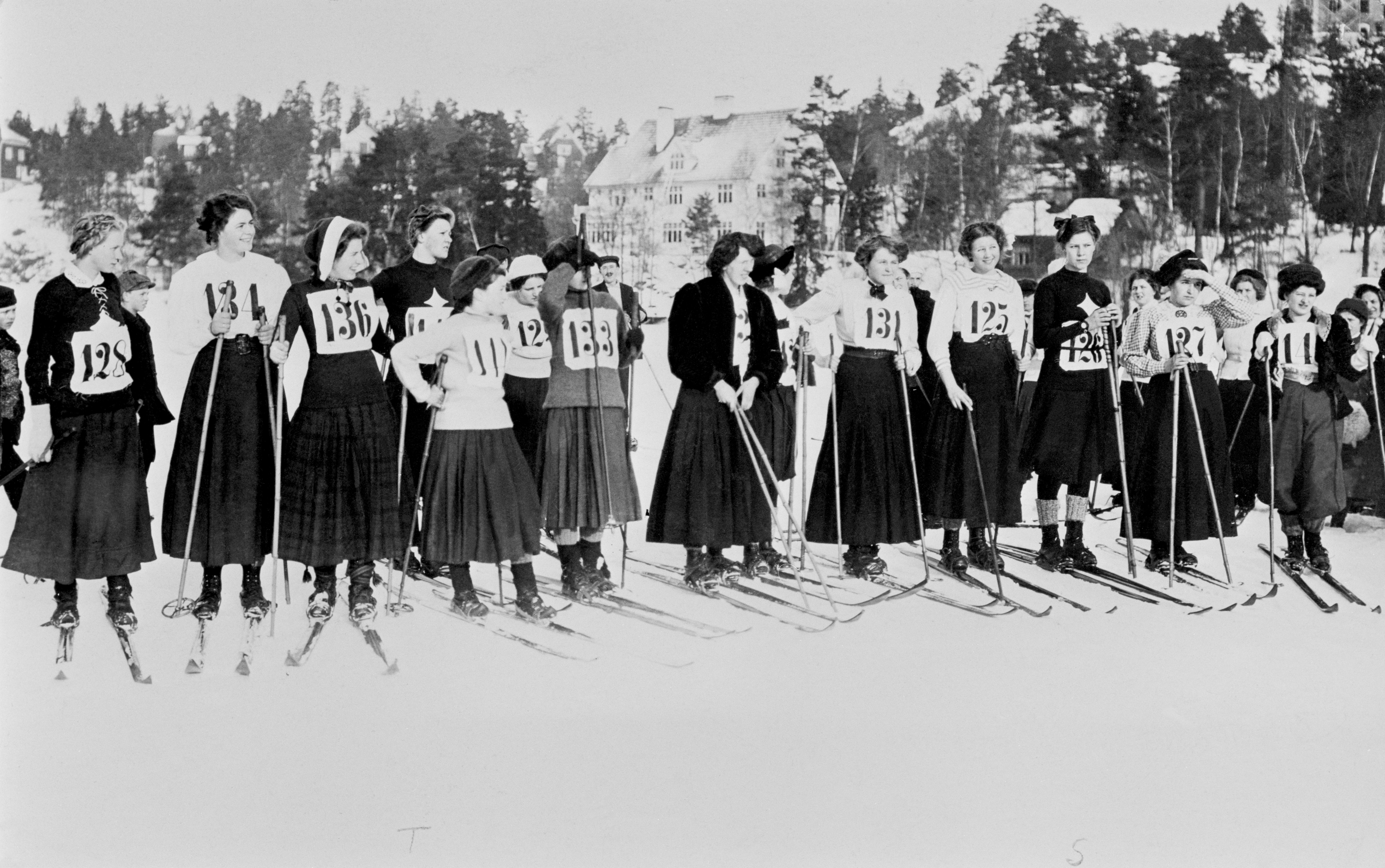
Skidtävling i Saltsjöbaden 1910 (Sigrid med nr 126, tredje från höger i främsta ledet)

Sigrid Johanna Wiking-Olsson, född Wiking 5 februari 1893 i Stockholm, död där 29 augusti 1975, var en framstående svensk skidåkare och Sveriges första kvinnliga backhoppare samt sjukgymnast. Hennes far var Anders Fredrik Wiking.
Sigrid Wiking växte upp i Djursholm tillsammans med sin tvillingsyster Tora. Syskonen idrottade mycket och tillhörde en grupp ungdomar på hemorten som var aktiva inom olika sportgrenar. Sigrid och Tora började tidigt att använda byxor när de åkte längdskidor och beskrivs som tidiga pionjärer. Som femtonåring deltog Sigrid i en backhoppningstävling som arrangerades vid Fiskartorpsbacken i Stockholm, vintern 1908. Hennes deltagande dokumenterades av tidskriften Sport im Bild 1909.
Sigrid Wiking utexaminerades 1914 som gymnastikdirektör vid Gymnastiska Centralinstitutet. Under 1915 arbetade hon på som sjukgymnast och massör på tre krigssjukhus i Wien.
Hon gifte sig i London 1917 med gymnastikdirektören Captain Harold Olsson  och var bosatt i England under många år. De fick barnen Greta 1918-1972, Karin 1920-2017 samt tvillingarna Viking 1921-2014 och Inki 1921-2018. Barnen föddes i Bath förutom Karin som föddes på Lidingö. Familjen återvände 1929 till Stockholm, och bosatte sig i Viggbyholm där båda makarna arbetade på Viggbyholmsskolan, Sveriges första internatsamskola. Under några år i början av 1950-talet arbetade hon vid Etnografiska museet, Stockholm.